# Corydalis delavayi
Corydalis delavayi är en vallmoväxtart som beskrevs av Adrien René Franchet. Corydalis delavayi ingår i släktet nunneörter, och familjen vallmoväxter. Inga underarter finns listade i Catalogue of Life.